# Улица Старине Новака (Београд)
| улица · СТАРИНЕ НОВАКА | улица · СТАРИНЕ НОВАКА |
| ---------------------- | ---------------------- |
|                        |                        |
| Општина                | Палилула               |
| Почетак                | Улица Илије Гарашанина |
| Крај                   | Цвијићева улица        |
| Дужина                 | 458 m                  |
| Ширина                 | 24 m                   |
| Створена               | 1872                   |
| Названа                | 1896                   |
| Стари називи           | Новакова улица         |
|                        |                        |
|                        |                        |
|                        |                        |

Улица Старине Новака налази се на територији Градске општине Палилула, у непосредној близини Спортског центра „Ташмајдан”, Правног Факултета и Ташмајданског парка у Београду. Ова улица се простире од Илије Гарашанина до Цвијићеве улице, укрштајући се са улицама Краљице Марије, Кнеза Данила и Далматинском улицом.

## Име улице
Улица Старине Новака име је добила по хајдучком војсковођи из друге половине XVI века опеваном у бројним народним песмама. Старина Новак се борио против Турака у борбама које су довеле до уједињења Трансилваније, Влашке и Молдавије, а због мађарско-румунских супротности доживео је мученички крај када је по наредби мађарског грофа Иштвана Чакија 1601. године натакнут на колац. Његово страдање од хришћанске руке оставило је дубок траг и у румунском народном предању и историји. У више румунских градова такође постоје улице назване именом Старине Новака, а у Клужу у Румунији му је подигнут и споменик. 1968. године Балканолошки институт САНУ одржао је у Доњем Милановцу научни скуп домаћих и страних балканолога посвећен Старини Новаку.

## Историја
Улица Старине Новака, која се данас наставља на Улицу професора Михаила Ђурића, а продужава у Улицу Здравка Челара, постоји још од 1872. године. Тада је улица носила име Новакова улица, да би овај назив од 1896. године био промењен у назив који улица данас носи - Старине Новака. 
На крају улице са десне стране данас се налази парк, који такође носи име овог јунака, а са леве стране у делу између Кнеза Данила и Далматинске улице простире се модеран стамбено-пословни комплекс зграда „Central Garden”, чија је друга фаза изградње почела у септембру 2015. године, када се управо очекивало да овај пројекат буде завршен у наредне четири године.

## Суседне улице
- Мирочка улица
- Владетина Улица
- Улица Станоја Главаша
- Улица професора Михаила Ђурића
- Улица Здравка Челара

## Значајни објекти
Парк Старине Новака, Старине Новака бб
Ресторан Палилула, Старине Новака 21
Кафетерија Coffedream, Старине Новака 21 

## Градски превоз
Улицом Старине Новака пролазе возила градског саобраћаја на линијама:
33   (ПАНЧЕВАЧКИ МОСТ (ЖЕЛЕЗНИЧКА СТАНИЦА) - КУМОДРАЖ)
48   (ПАНЧЕВАЧКИ МОСТ /ЖЕЛЕЗНИЧКА СТАНИЦА/ - МИЉАКОВАЦ 3)